# Jos Andriessen
Jos Andriessen (Ekeren, 2 december 1917 - Heverlee, 23 augustus 2007) was een Belgisch jezuïet en hoogleraar aan de Universitaire Faculteiten Sint-Ignatius Antwerpen.

## Levensloop
Andriessen was een zoon van de Antwerpse brouwer Ludovicus Andriessen. Hij volbracht zijn middelbare studies aan het Sint-Jozefscollege in Turnhout. Hij trad in bij de jezuïetenorde in september 1936 en werd priester gewijd op 22 augustus 1949. In 1955 promoveerde hij tot doctor in de Wijsbegeerte en Letteren, afdeling geschiedenis aan de Katholieke Universiteit Leuven.
Hij werd hoogleraar aan de Universitaire Faculteiten Sint-Ignatius Antwerpen (UFSIA). Hij werd lid van het Ruusbroecgenootschap en was bibliothecaris van het genootschap (1961-1985) en redactiesecretaris (1970-1985) van het tijdschrift van het genootschap, Ons Geestelijk Erf. Naast artikels publiceerde hi er talrijke recensies in. Hij zette zich in voor de uitbreiding van de bibliotheek van het Ruusbroecgenootschap en verleende medewerking aan verschillende binnen- en buitenlandse verzamelwerken en tijdschriften. Zijn aandeel was aanzienlijk in de redactie van de cataloog bij de Ruusbroectentoonstelling in 1981. 

## Publicaties
- Het culturele leven in het Zuiden, 1953.
- De Jezuïeten en het samenhorigheidsbesef der Nederlanden 1585-1648, 1957.
- Joannes David, in: Nationaal Biografisch Woordenboek, Deel I, Brussel, 1964.
- Geschiedenis van de middeleeuwen, De Nederlandsche Boekhandel, 1967.
- Jan van Ruusbroec, 1293-1381, tentoonstellingscatalogus, Brussel, 1981.
- (samen met Frans Hendrickx), Johannes Gerson: Epistola prima ad fratrem Bartholomaeum Carthusiensem, Brussel, 1981.
- Het Ruusbroecgenootschap, in: Vlaanderen, 1981.
- De plaats van het boexken in de liturgie en vroomheidsgeschiedenis, Antwerpen, 1982.
- Alphonse Antoine de Sarasa, jésuite, 1617-1667, in: Dictionnaire de spiritualité.
- De hemel op aarde: Vlaamse devotieprenten uit de 17de en 18de eeuw, Tielt, Lannoo, 1992.